# 鈴木康太郎

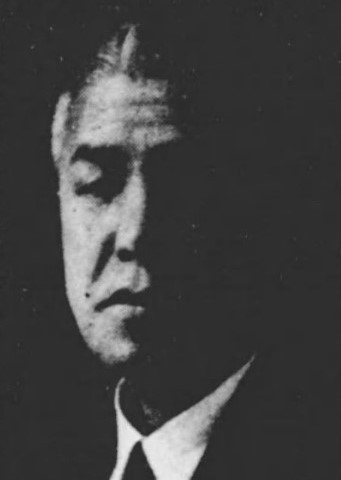
鈴木康太郎

鈴木 康太郎（すずき やすたろう、1889年（明治22年）1月18日 - 1964年（昭和39年）5月8日）は、日本の実業家、政治家。衆議院議員。

## 経歴
埼玉県北足立郡大間木村（のち北足立郡尾間木村大間木、現:さいたま市緑区大間木）で、鈴木順太郎の長男として生まれる。1908年、埼玉県立浦和中学校を卒業。農業を営む。
卒業後、浦和商業銀行に入行。以後、同行取締役、第八十五銀行取締役、埼玉農工銀行取締役、尾間木村信用販売購買組合長などを務めた。
政界では、尾間木村会議員、埼玉県会議員、同参事会員、足立同志会会長、憲政会・立憲民政党埼玉県支部総務などを務めた。1936年2月、第19回衆議院議員総選挙で埼玉県第一区から出馬して当選し、衆議院議員を一期務めた。